# I Believe in You (Kylie Minogue)
"I Believe in You" pop-dance je pjesma australske pjevačice Kylie Minogue. Objavljena je kao prvi singl s njenog kompilacijskog albuma Ultimate Kylie u prosincu 2004. godine u izdanju diskografske kuće Parlophone.

## O pjesmi
Pjesmu su napisali Minogue i članovi grupe Scissor Sisters, Jake Shears i Babydaddy. Producirali su je Shears i Babydaddy, i primila je pozitivne kritike glazbenih kritičara.  

### Skladanje i snimanje
"I Believe in You" brza je disko ljubavna pjesma, u kojoj se čuje sintesajzer i instrumenti s tipkovnicom, klavijature. Pjesma, čiji je tekst napisala Minogue, govori o tome kako ona ne vjeruje ni u šta osim u svog ljubavnika, tj. nekoga kome se obraća. (I believe in you znači vjerujem u tebe). Napisana je i snimljena za album Ultimate Kylie tijekom ljeta 2004. godine u Londonu, a inspiracija za pjesmu uzeta je iz disko i new wave elektropop glazbe 1980-tih (i opisana je kao slična onima u eri New Ordera 1980-tih).
Pjesma se otvara s klavijaturom koja svira horsku melodiju. Ova melodija nastavlja se kroz pjesmu, osi kod povremenih pauza za Minogueine napjeve. Kako se pjesma nastavlja, bubnjevi i gudački instrumenti dodani su u pozadinu, što traje kroz čitavu pjesmu. U refrenu Minogue pjeva visoke oktavne napjeve s visokim otkucavanjem u pozadini. Minogue je za pjesmu rekla:
Suradnja sa Shears i Babydaddyjem izgledala je loše mnogima, uključujući i Minogue.

### Remiksevi
Tri službena remiksa objavljena su radi promidžbe pjesme. Mylo je napravio dva remiksa, Mylo Vocal i Mylo Dub remiks, koji koriste originalne vokale iz pjesme preko nove bas-linije napravljene uz pomoć sintesajzera i električne gitare. Remiksevi su primili pozitivne komentare glazbenih kritičara. About.com kaže da remiks daje pjesmi elektro-dodir, komentirajući da je savršen miks za sve Mixshovove DJ-eve ovdje. Skylarkov miks sadrži udarajuće otkucaje i po stranici About.com je više usmjeren noćnim klubovima i više je podzeman od Mylovih remikseva.
Sva tri remiksa nalaze se na CD singlu i dostupni su za digitalno preuzimanje od prosinca 2004. godine. Remiksevi su u Brazilu dospjeli na prvo mjesto na dance na ljestvici, a i u SAD-u.
Veoma drugačija inačica pjesme napravljena je 2007. godine za The Kylie Show, jednu emisiju koja je emitirana na britanskoj televiziji ITV 10. studenog 2007. godine, koja je služila reklamiranju Minogueinog 10. studijskog albuma X. Ova nova inačica promijenila je pjesmu da je iz brze elektroničke pjesme postala lagana pjesma. Ovu inačicu Minogue je izvodila na njenim turnejama KylieX2008 i For You, For Me Tour.

### B-strana
"B.P.M."objavljena je kao B-strana komercionalnog singl izdanja pjesme "I Believe in You". Pjesmu su producirali Richard Stannard i Julian Gallagher (poznat kao BiffCo), a nepisali su je Minogue, Stannard i Gallagher. Pjesma je prošla kroz mnoge promjene; prvobitno bila je instrumentalna pjesma koju su napisali Stannard i Gallagher nazvana "Sunset River", i kad su počeli raditi na njoj s Minogue, dodan je tekst i napravljene su promjene u glazbi. Ta je pjesma snimljena za album Body Language, ali nije uključena u njega. Trebala je biti dio albuma Ultimate Kylie, ali je na kraju objavljena kao B-strana singla "I Believe in You".

### Uspjeh na top ljestvicama
"I Believe in You" dospjela je na radio 14. listopada 2004. godine, i objavljena je kao singl 6. prosinca 2004. godine u Ujedinjenom Kraljevstvu i debitirala je i dospjela na drugo mjesto tamošnje ljestvice UK Singles Chart. Na prvom mjestu bila je humanitarna pjesma,  "Do They Know It's Christmas?" od Band Aid 20. "I Believe in You" ostala je između prvih 10 mjesta 4 tjedna, ali je provela 6 tjedana na prvom mjestu airplay ljestvice, i sedamnaest tjedana na ljestvicama ukupno.
U Australiji, pjesma je dospjela na šesto mjesto, i dobila je platinastu certifikaciju 2005. godine.
Pjesma je nominirana za nagradu ARIA Award u Australiji za najbolje pop izdanje (Best Pop Release) 2005. godine, i donijela je Minogue nominaciju za najbljeg ženskog izvođača (Best Female Artist), što je donijelo Minogue ARIA nagradu 8. godinu za redom.
U mnogim europskim državama, pjesma je bila na jednom od prvih 10 mjesta na singl i airplay ljestvicama. U Francuskoj, pjesma je dospjela na nisko mjesto je nije bila dostupna za kupnju kao singl do 2005. godine.
U SAD-u, pjesma nije dospjela na ljestvicu Billboard Hot 100, ali je dospjela na 3. mjesto Billboardove ljestvice Hot Dance Club Play i 4. mjesto Billboardove ljestvice Hot Dance Airplay chart. Pjesma je vratila Minogue popularnost na američkom dance tržištu (njen prošli singl, "Chocolate", nije se probio ni na jednu Billboardovu ljestvicu). 
Pjesma je dobila nominaciju za nagradu Grammy za najbolju dance snimku (Best Dance Recording), što je za Minogue nominacija četvrtu godinu za redom.

### Izvođenja uživo
Minogue je izvidula pjesmu na sljedećim koncertnim turnejama:
- Showgirl: The Greatest Hits Tour
- Showgirl: The Homecoming Tour
- KylieX2008 (baladnu inačicu)
- For You, For Me Tour (baladnu inačicu).
- Aphrodite World Tour

Također, izvodila je baladnu inačicu na televizijskom specijalu iz 2007. godine, The Kylie Showu

## Kritički osvrti
"I Believe in You" primila je pozitivne komentare mnogih glazbenih kritičara.

### Stylus Magazine
Kritika Marka Edwardsa za Stylus Magazine nazvala je pjesmu majstorstvom i nevjerojatnim povratkom u formu od njenog prethodnog albuma Body Language.

### About.com
Joey Rivaldo, u kritici za About.com,  rekao je da je pjesma savršena za radio i pohvalio je za lijep ležeran pop zvuk.  Rivaldo je također rekao:
U svojoj kritici, Rivaldo joj je dao 3 od 5 zvjezdica. U drugoj kritici za About.com, Jason Shawahn nazvao je pjesmu ovakvom:

### Virgin.net
Virgin.net nazvao je pjesmu više stidljivom i stilskom suradnjom s Jakeom Shearsom i Babbydaddyjem i rekao je da iako možda nedostaju neke namaljene zakačaljke za nju (ili možda zanimljiv tekst), još uvijek je prilično zadivljujuća snimka zbog svoje analogno pulsirajuće basne linije i kombiniranih udaraca bubnjem

## Popis pjesama
| Europski CD singl 1 1. "I Believe in You" – 3:22 2. "B.P.M." – 4:13 Europski CD singl 2 1. "I Believe in You" – 3:22 2. "I Believe in You" (Mylo Vocal mix) – 6:02 3. "I Believe in You" (Skylark mix) – 7:57 4. "I Believe in You" spot | Europaki 12" singl 1. "I Believe in You" – 3:22 2. "I Believe in You" (Mylo dub) – 6:02 3. "I Believe in You" (Skylark mix) – 7:57 Australski CD singl 1. "I Believe in You" – 3:22 2. "B.P.M." – 4:13 3. "I Believe in You" (Mylo Vocal mix) – 6:02 4. "I Believe in You" (Skylark mix) – 7:57 5. "I Believe in You" videospoz |

Wayne G također je remiksirao pjesmu s Club Junkies. Postoji Club Mix (klupski miks) (7:43) i Radio Edit (obrada za radio) (3:59).

## Videospot
"I Believe in You" ima futuristički spot koji je snimljen pod redateljskom palicom Vernieja Yeunga. Spot prikazuje Minogue u studiju okruženu šarenim neonskim svjetlima. Postoje 4 glavna dijela; prva dva su u velikoj sferi zatvorenoj neonskim svjetlima, treći je jednostavno Minogue kako pleše prije psihodeličnog bljeska kovitlajućih boja, binalna scena je s trupom plesača, od kojih svaki nosi osvijetljene kostime različitih boja. Kao što se spot nastavlja, 4 scene pomiješane su i svaka postupno blijedi (slično kao i u spotu za "In Your Eyes"), a uključeni su i dodatni snimci plesača, i Minogue u drugoj sferi kako nosi istu odjeću i ima istu frizuru kao i u prvom dijelu. Minogue nosi tri kostima tijekom spota, i ima dvije različite frizure, a u jednom dijelu ima sjaj oko očiju.
Opaženo je korištenje vizualnih efekata, koje je uradila kompanija the Mill od Sohoa, koja je dodala svijetle prostore u sfere kojim je Minogue bila okružena. Kako se spot nastavlja, tako je nova sfera dodana oko Minogue u svakoj strofi, a dodano je i novo svjetlo u svakoj sferi. Sjajni efekti korišteni su na plesačima u četvrtom dijelu spota da se napravi da Minogue stoji vani.
Objavljen na glazbenim kanalima u studenom 2005. godine, spot je bio hit. Proveo je tri tjedna na prvom mjestu ljestvice od MTV Europe, a dospio je i na drugo mjesto UK TV airplay ljestvice.

## Top ljestvice
| Top ljestvice (2004.) | Najviša pozicija |
| --------------------- | ---------------- |
| Australija            | 6                |
| Austrija              | 4                |
| Belgija               | 13               |
| Nizozemska            | 10               |
| Francuska             | 35               |
| Njemačka              | 12               |
| Irska                 | 9                |
| Novi Zeland           | 29               |

| Top ljestvice (2004.)                   | Najviša pozicija |
| --------------------------------------- | ---------------- |
| Norveška                                | 13               |
| Rumunjska                               | 1                |
| Švedska                                 | 16               |
| Švicarska                               | 6                |
| Ujedinjeno Kraljevstvo                  | 2                |
| Top ljestvica (2005.)                   | Najviša pozicija |
| SAD Billboard Hot Dance Airplay Chart   | 4                |
| SAD Billboard Hot Dance Club Play Chart | 3                |

## Impresum
- Kylie Minogue - vokali
- Jake Shears, Babydaddy - produkcija
- Mark Aubrey - inženjerstvo
- Jeremy Wheatly - mikseta
- Ashley Phase - dirigent[30]